# Quercus cornelius-mulleri
Quercus cornelius-mulleri Nixon & K.P.Steele – gatunek roślin z rodziny bukowatych (Fagaceae Dumort.). Występuje naturalnie w północno-zachodnim Meksyku (w stanie Kalifornia Dolna) oraz południowo-zachodnich Stanach Zjednoczonych (w Kalifornii). 

## Morfologia
PokrójCałkowicie lub częściowo zimozielony krzew dorastający do 1–3 m wysokości. Kora jest łuszcząca się i ma szarą barwę.
LiścieBlaszka liściowa jest dwubarwna, mniej lub bardziej skórzasta i ma owalny, odwrotnie jajowaty lub podługowaty kształt. Mierzy 1,5–3,5 cm długości oraz 1–2 cm szerokości, jest całobrzega lub nieregularnie, delikatnie ząbkowana na brzegu, ma klinową nasadę i ostry wierzchołek. Ogonek liściowy jest nagi i ma 2–5 mm długości.
OwoceOrzechy zwane żołędziami o kształcie od wrzecionowatego do obłego, dorastają do 20–30 mm długości i 10–30 mm średnicy. Osadzone są pojedynczo w miseczkach w kształcie kubka, które mierzą 5–13 mm długości i 12–20 mm średnicy.

## Biologia i ekologia
Rośnie w chaparralu, zaroślach oraz skrajach pustyń. Występuje na wysokości od 1000 do 1800 m n.p.m.